# Rijksweg 20
Rijksweg 20 ook wel bekend als A20 is een Nederlandse rijksweg en is volledig een autosnelweg. De A20 begint bij de N213 in Westerlee. Via de steden Maassluis, Vlaardingen en Schiedam komt de A20 uit in het noorden van Rotterdam. Na het verlaten van Rotterdam via de oostkant eindigt de snelweg, via Nieuwerkerk aan den IJssel in Gouda bij het knooppunt Gouwe. De gehele route is 39 kilometer lang.
De E25 volgt de volledige route van de A20 en de E19 volgt het gedeelte van de A20 tussen de knooppunten Kleinpolderplein en Terbregseplein. Voor verkeersmeldingen zoals voor files of wegenonderhoud staat de A20 bekend als de verbinding tussen Gouda en Hoek van Holland.

## Geschiedenis

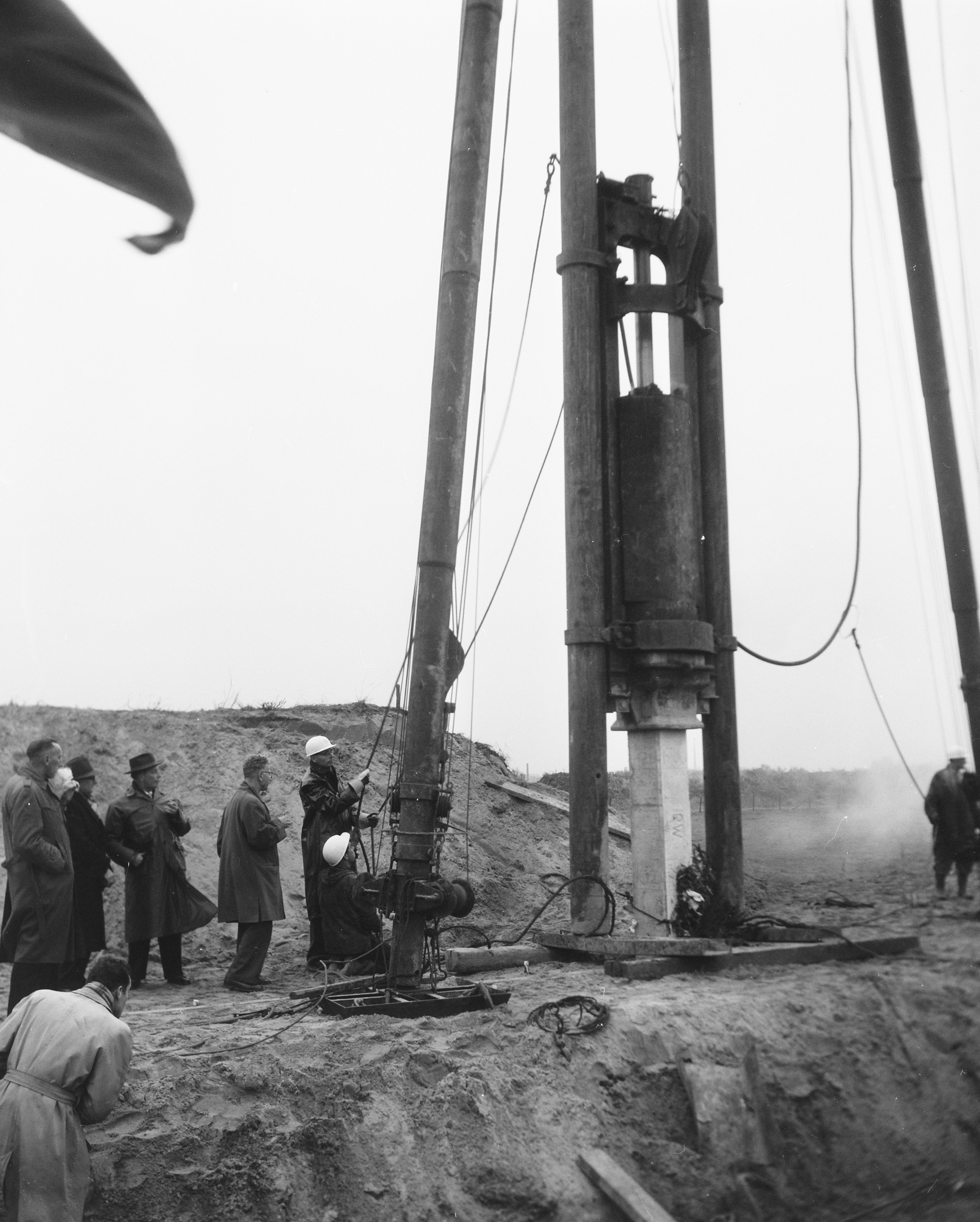
Bouwwerkzaamheden in Schiedam.

### 20e eeuw
In 1966 werd het wegvak Vlaardingen-West - Maassluis geopend. Een jaar later in 1967 volgde het wegvak Schiedam - Vlaardingen-West. In de jaren 70 werden drie nieuwe wegvakken geopend: Terbregseplein - Prins Alexander in 1973, Maasdijk - Maasluis in 1975 en in 1976 werd in januari het wegvak Maasdijk - Westerlee geopend als 2x1 weg. Twee maanden later opende er een nieuwe rijbaan, waardoor het wegvak Maasdijk - Westerlee een 2x2 weg werd. In 1984 werd het Cortlandt-aquaduct geopend ter hoogte van Nieuwerkerk aan den IJssel. In de tweede helft van de jaren 80 opende het wegvak Prins Alexander - knooppunt Gouwe.

### 21e eeuw
In 2012 werd de maximumsnelheid op het traject Vlaardingen-West - Westerlee tussen 19 en 6 uur verhoogd naar 130 km/u. In 2014 werd het eerste deel van vernieuwde afslag Moordrecht geopend. Door file op de afritten van de voormalige afslag sloeg dit terug op de A20 zelf. Tevens werd in 2014 het kruispunt aan het einde van de A20 in Westerlee vervangen voor een turborotonde. Op 19 december werd de maximumsnelheid op het traject Westerlee - Vlaardingen-West tussen 6 en 19 uur verhoogd naar 130 km/u. Een jaar later in 2015 werd in stappen de rest van de vernieuwde afslag Moordrecht geopend. Tevens zou tussen Prins Alexander en Moordrecht in beide richtingen de maximumsnelheid verhoogd worden naar 130 km/u. Echter werd dit plan in december ingetrokken, vanwege slecht wegdek. Ook opende de A4 tussen knooppunt Kethelplein en Delft. Hiervoor werd knooppunt Kethelplein deels gewijzigd. Halverwege maart 2020 werden de maximumsnelheid op alle snelwegen overdag verlaagd naar 100 km/u. Dit gold ook voor de trajecten op de A20. Uitzondering was het gedeelte met trajectcontrole. Hier bleef de maximumsnelheid 80 km/u.
Vanwege de aanleg van de A16 tussen knooppunt Terbregseplein en de A13 werden het wegvak tussen knooppunt Terbregseplein en Prins Alexander aangepast. Vanaf knooppunt Terbregseplein beschikt het verkeer over 3 rijstroken richting Gouda (dit was voorheen van het punt dat de A16 samenvoegde) en het weefvak werd vernieuwd. Verkeer komende vanuit de A16 (vanuit Dordrecht), moet nu invoegen op de A20. Aansluiting Prins Alexander kreeg twee rijstroken vanaf knooppunt Terbregseplein.
Met de komst van de A24 is er een nieuw knooppunt ontstaan tussen Maassluis en Vlaardingen. Dit knooppunt heeft de naam Vlaardingen gekregen en is op 7 december 2024 werd geopend. Met de aanleg van knooppunt Vlaardingen is tegelijkertijd het wegvak tussen knooppunt Vlaardingen en knooppunt Kethelplein verbreed naar 2x3 rijstroken.

### Restanten
Er zijn diverse restanten in het landschap te vinden die naar rijksweg 20 verwijzen:
- In knooppunt Terbregseplein bevindt zich sinds de jaren 70 een baanlichaam en ongebruikt viaduct. Deze werden, ter voorbereiding, aangelegd om in de toekomst een verbindingsboog van de A20 vanuit Hoek van Holland naar de A16 richting Delft te realiseren. Doordat de snelweg niet aangelegd werd, bleef het ongebruikt achter. In de jaren 20 werd verlenging van de A16 dan toch aangelegd. Hierbij wordt het bestaande talud aangepast naar het nieuwe ontwerp.
- Tot en met eind jaren 80 eindigde de snelweg vlak na aansluiting Prins Alexander. Kort hierop maakte de snelweg een scherpe bocht richting het zuiden en sloot aan op de Hoofdweg in Capelle a/d IJssel. Deze geïmproviseerde op- en afrit is anno 2020 de Vlierbaan.
- In 2014 en 2015 verplaatste aansluiting Moordrecht. Aan de noordzijde van de voormalige aansluiting aan de Middelweg is een deel van het talud in het landschap te herkennen.
- Tot de jaren 80 lag knooppunt Gouwe zuidelijker dan de huidige locatie. De weg liep over de Coenecoopbrug in plaats van onder het Gouwe-aquaduct. Ten westen vlak na de bocht in de N207 is het voormalige talud nog zichtbaar.

## Weginrichting
| Traject                                                | Rijstroken              | Vmax                       |
| ------------------------------------------------------ | ----------------------- | -------------------------- |
| Knooppunt Westerlee - Maasdijk-Oost                    | 2 x 2                   |                            |
| Maasdijk-Oost - Knooppunt Vlaardingen                  | 2 x 2                   | 6-19 uur: 19-6 uur:        |
| Knooppunt Vlaardingen - Knooppunt Kleinpolderplein     | 2 x 3                   |                            |
| Knooppunt Kleinpolderplein - Rotterdam-Crooswijk       | 2 x 3                   | (vlak voor en na de spits) |
| Rotterdam-Crooswijk - Knooppunt Terbregseplein         | 2 x 3                   |                            |
| Knooppunt Terbregseplein - Rotterdam-Prins Alexander   | 3 + 2 Plusstrook: 2 x 3 | Plusstrook open:           |
| Rotterdam-Prins Alexander - Nieuwerkerk aan den IJssel | 2 x 3                   | 6-19 uur: 19-6 uur:        |
| Nieuwerkerk aan den IJssel - Knooppunt Gouwe           | 2 x 2                   | 6-19 uur: 19-6 uur:        |

## Toekomst
Nieuwerkerk a/d IJssel - Knooppunt Gouwe
Begin 2019 heeft de minister van infrastructuur beslist dat in 2021 de werkzaamheden zullen starten om het traject tussen afslag Nieuwerkerk a/d IJssel en knooppunt Gouwe in beide richtingen te verbreden naar drie rijstroken per rijrichting.

## Ongevallenstatistieken
Stichting Incident Management Nederland
Stichting Incidentmanagement Nederland maakt jaarlijks naar aanleiding van het aantal bergingsopdrachten een ongevallenanalyse. Hiervoor splitsen ze alle wegen op in wegvakken van vijf kilometer en tellen daar alle bergingsopdrachten na ongevallen bij op. Ongevallen waarbij alleen vrachtauto's betrokken waren, worden niet meegeteld.
| Locatie     | 2019 | 2018 | 2017 | 2016 | 2015 | 2014 | 2013 | 2012 | 2011 | 2010 |
| ----------- | ---- | ---- | ---- | ---- | ---- | ---- | ---- | ---- | ---- | ---- |
| A20 L 20-25 |      | 59   | 40   | 42   | 38   | 36   | 25   | 24   | 30   | 37   |
| A20 R 25-30 |      | 65   | 54   | 74   | 123  | 85   | 93   | 114  | 128  | 122  |
| A20 L 25-30 |      | 56   | 59   | 55   | 51   | 55   | 59   | 55   | 71   | 63   |
| A20 L 30-35 |      | 95   | 86   | 88   | 118  | 117  | 111  | 96   | 194  | 106  |
| A20 R 30-35 | 110  | 87   | 93   | 84   | 84   | 76   | 79   | 114  | 104  | 92   |
| A20 L 35-40 |      | 59   | 61   | 49   | 35   | 31   | 50   | 55   | 62   | 57   |
| A20 R 40-45 |      | 77   | 76   | 57   | 48   | 46   | 62   | 50   | 43   | 55   |
| A20 R 40-45 |      | 39   | 60   | 48   | 42   | 38   | 24   | 21   | 22   | 16   |

Verzekeraars
Schadeverzekeraar Univé analyseerde het aantal ongevallen in Nederland van 2016 t/m 2018. Ze kwamen tot de conclusie dat de A20 ter hoogte van aansluiting Crooswijk op de derde plaats staat qua aantal ongevallen. Alleen kijkend naar de provincie Zuid-Holland gebeurden hier de meeste ongevallen. Op de vierde plaats stond aansluiting Overschie.

## File top 50
Een aantal locaties van de A20 komen en kwamen voor in de file top 50. Een leeg vak betekent dat de desbetreffende locatie niet voorkwam in de file top 50.
| Locatie                                     | 2017 | 2016 | 2015 | 2014 | 2013 | 2012 | 2011 | 2010 |
| ------------------------------------------- | ---- | ---- | ---- | ---- | ---- | ---- | ---- | ---- |
| Terbregseplein (richting Gouda)             | 1    | 3    | 1    | 1    | 1    | 2    | 3    | 4    |
| Moordrecht (richting Gouda)                 | 3    | 2    | 2    | 2    | 3    | 16   | 25   | 44   |
| Rotterdam-Centrum (richting Westerlee)      | 27   | 27   | 7    | 7    | 10   | 19   | 30   | 30   |
| Nieuwerkerk a/d IJssel (richting Westerlee) | 7    | 5    | 32   |      | 16   | 22   | 36   | 90   |
| Rotterdam-Centrum (richting Gouda)          |      |      |      |      |      |      | 37   | 58   |
| Knooppunt Gouwe (richting Gouda)            |      |      |      |      |      |      | 41   | 44   |
| Crooswijk (richting Westerlee)              |      |      |      |      |      |      | 46   | 51   |

## Afbeeldingen

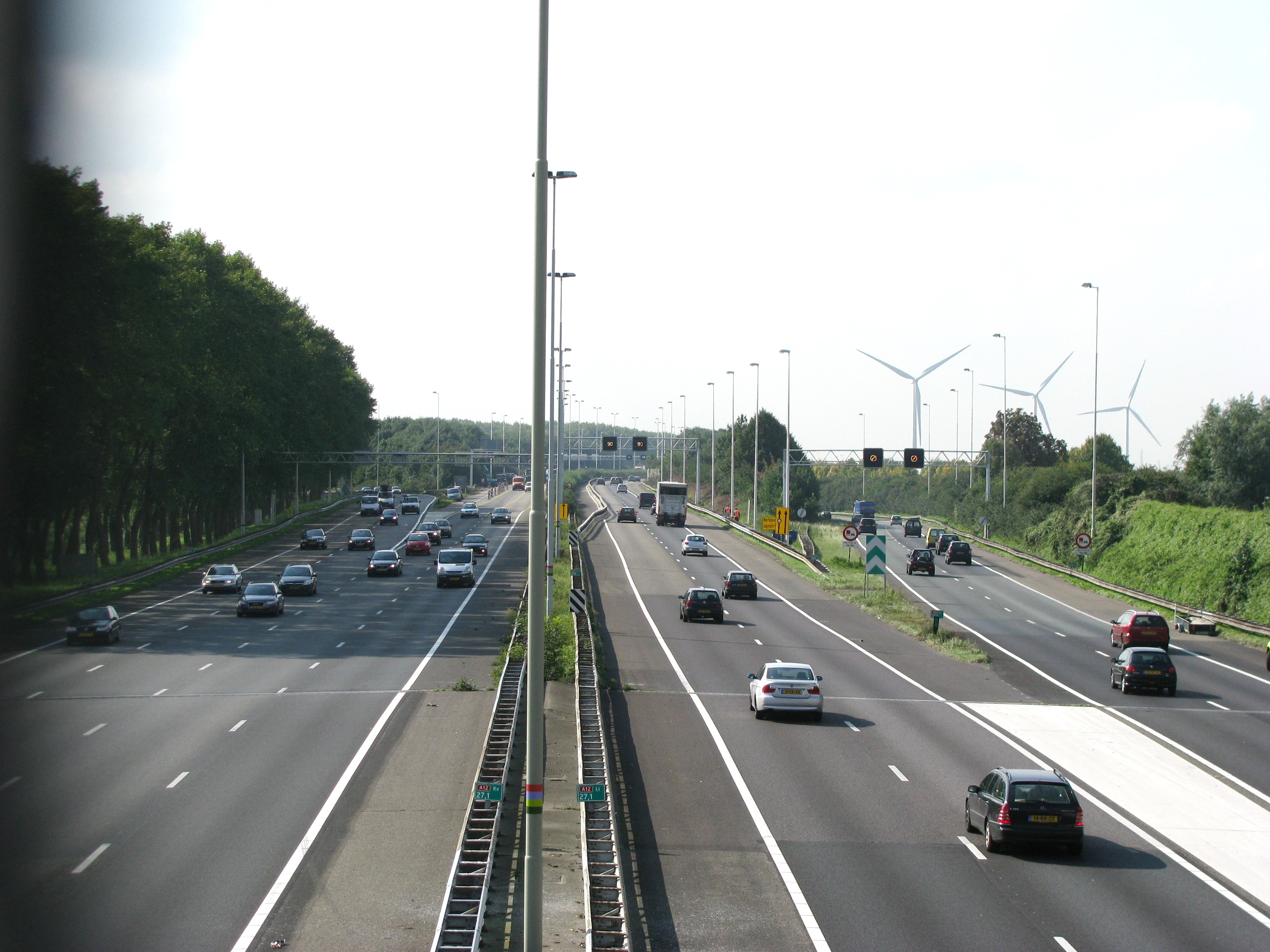
Knooppunt Gouwe
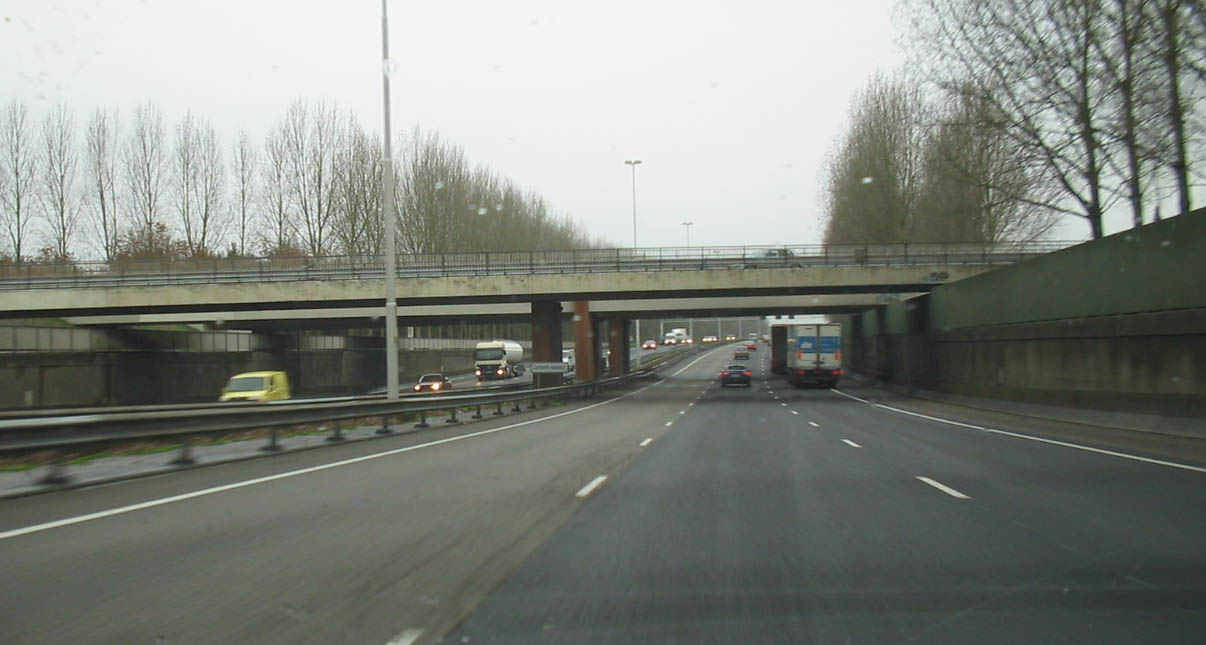
Het Cortlandt-aquaduct
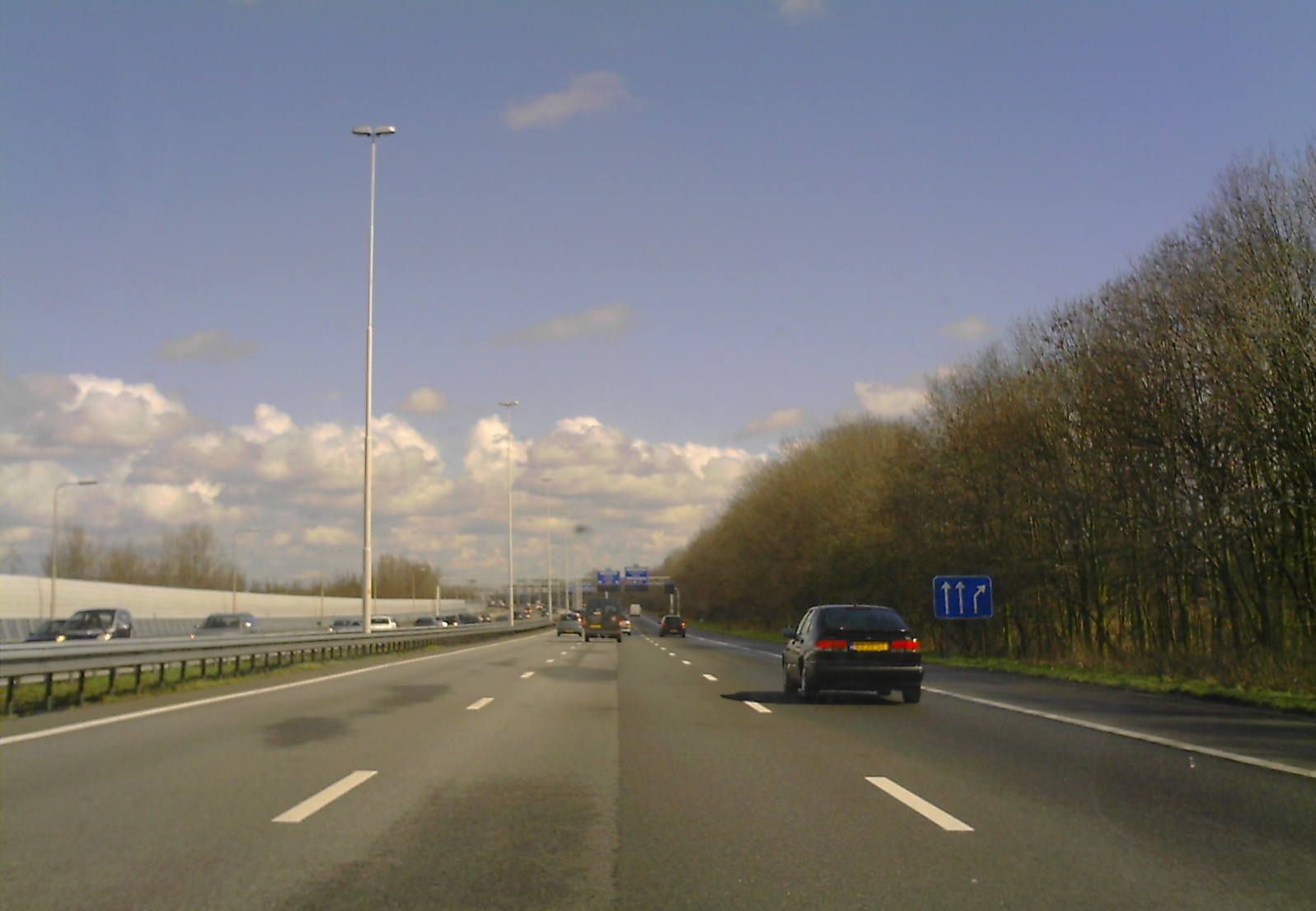
Knooppunt Terbregseplein gezien vanuit het westen
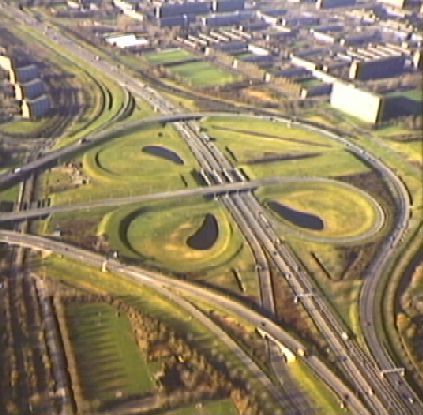
Knooppunt Kethelplein voor de opening van de A4 Midden-Delfland in 2014
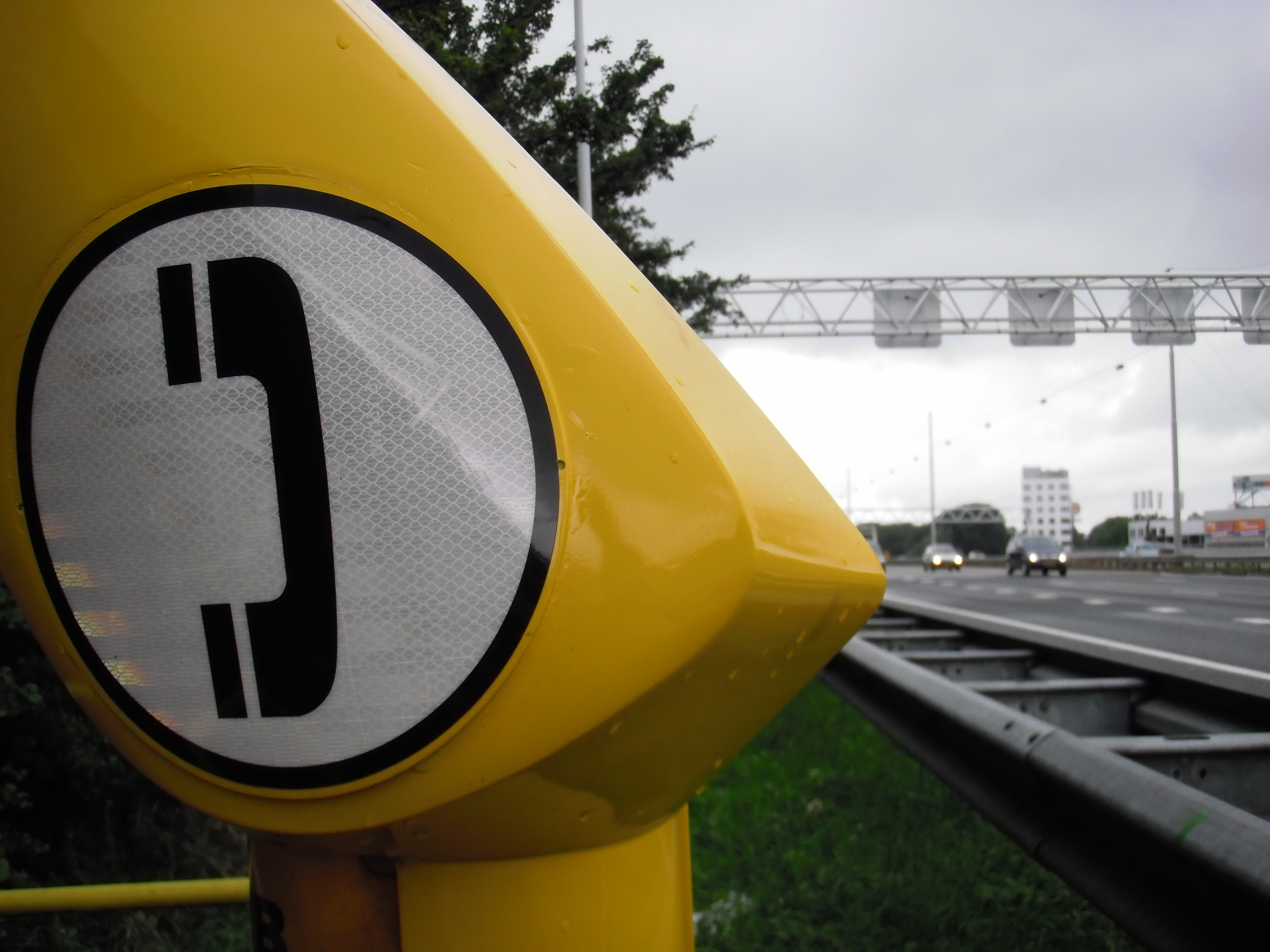
ANWB praatpaal ter hoogte van Schiedam
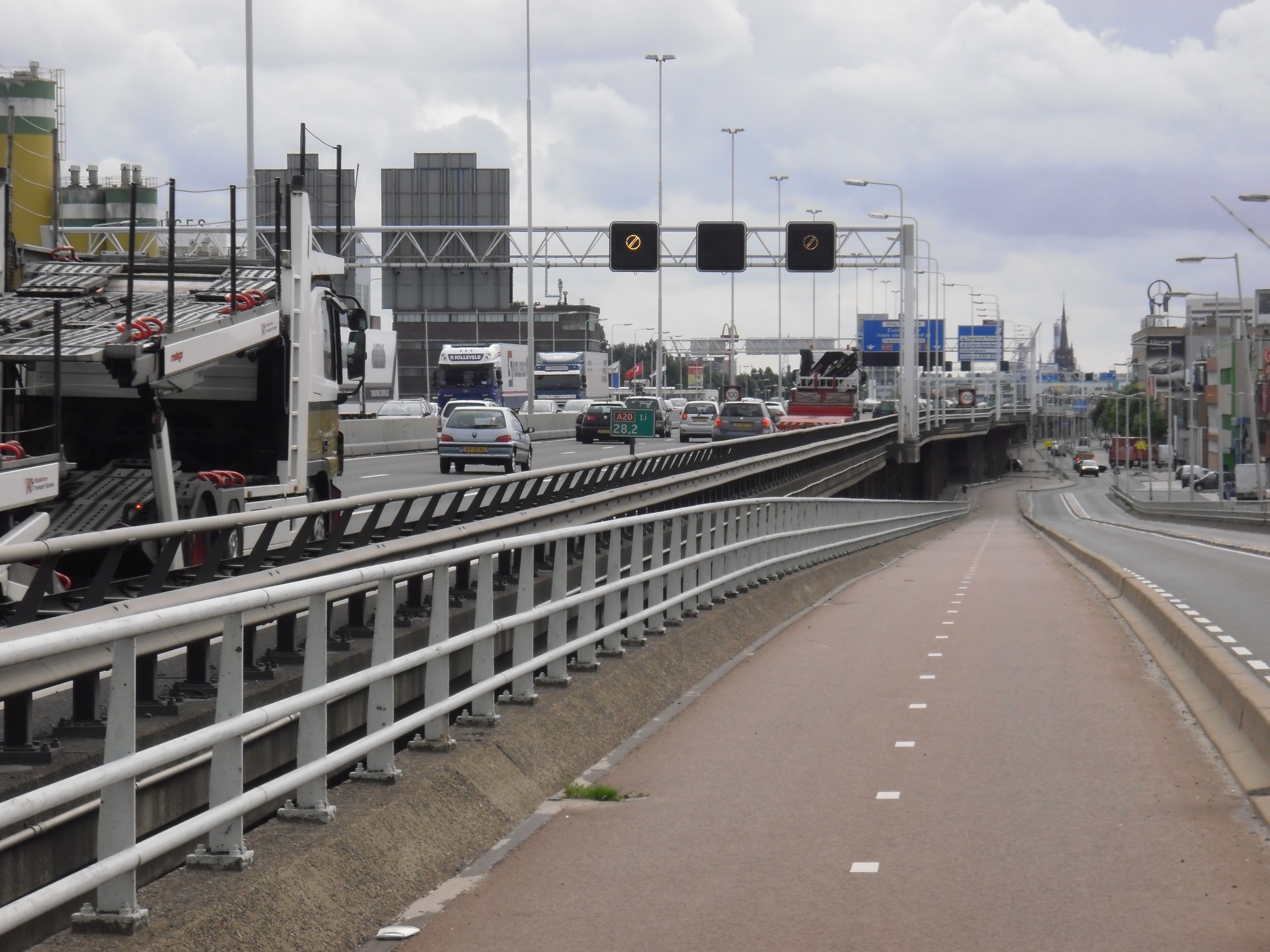
Giessenbrug kijkend richting het westen
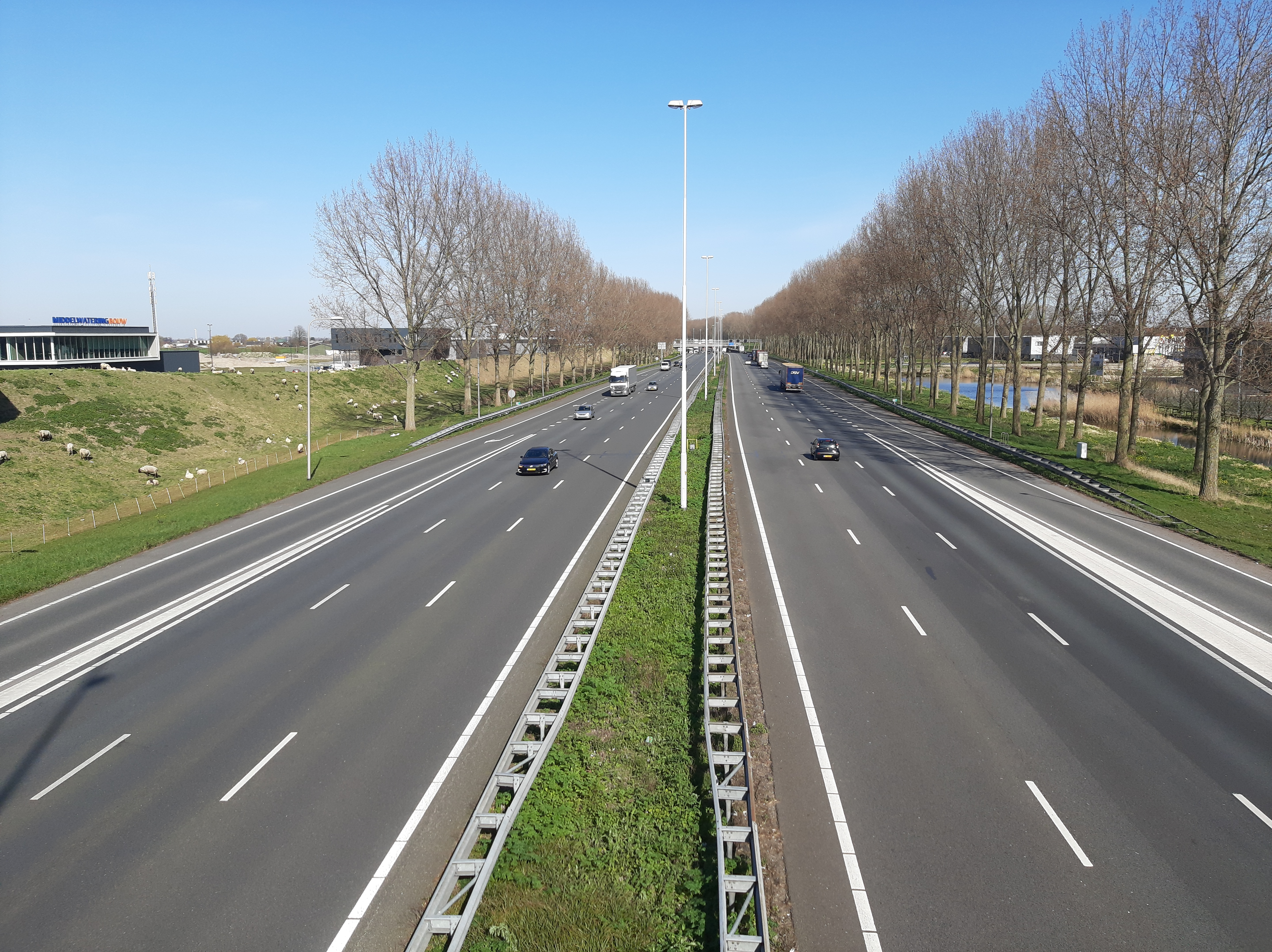
de A20 ter hoogte van Rotterdam-Nesselande.
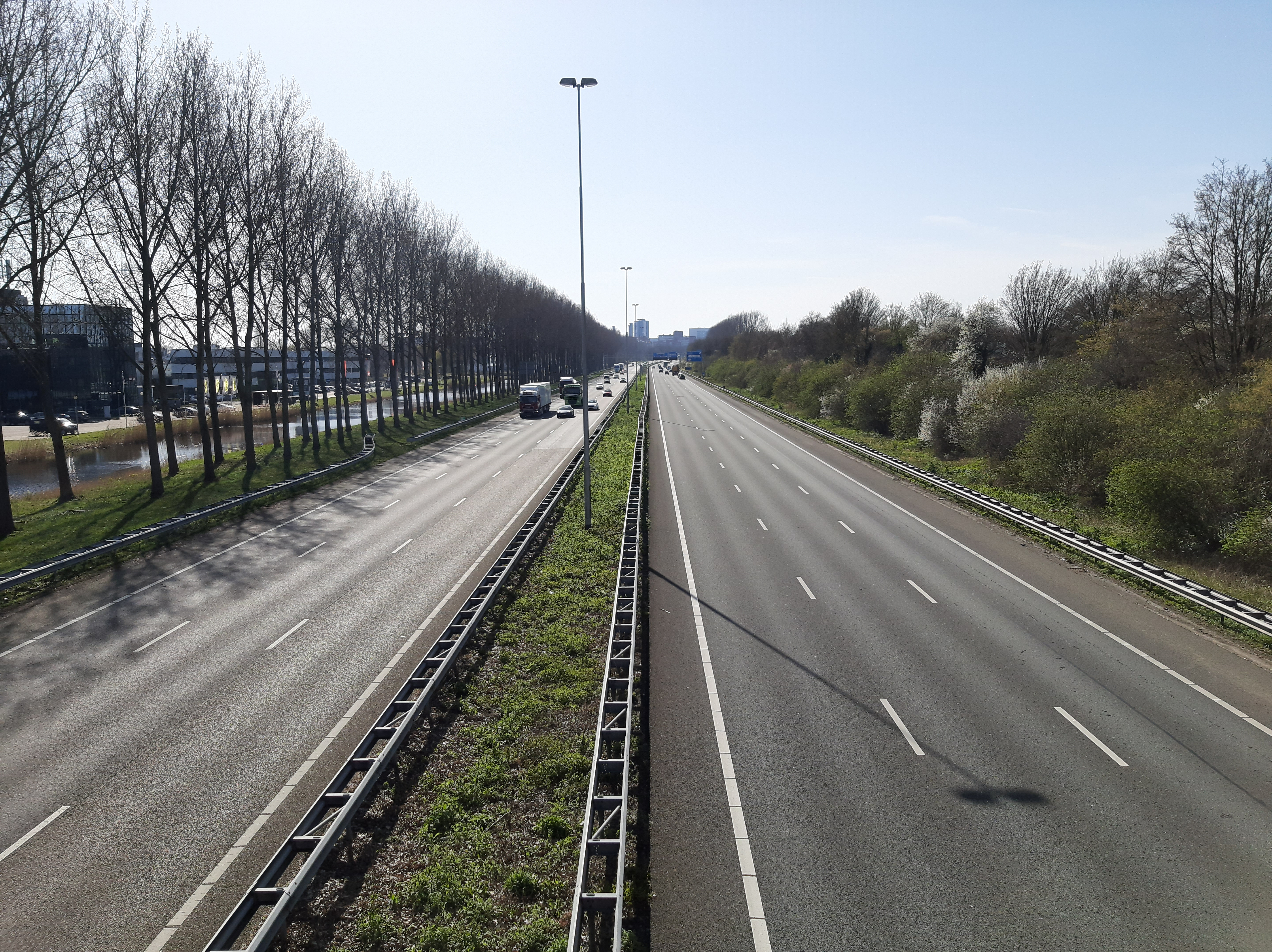
Kijkend in westelijke richting ter hoogte van Rotterdam-Zevenkamp.

Richting Gouda:
De Vink
Richting Westerlee:
Maatveld · 
Rijskade